# Via Arena
Via Arena è una strada di Bergamo che collega piazza padre Reginaldo Giuliani posta sul retro della basilica di Santa Maria Maggiore, con il Vicolo muro di Santa Grata terminando con il seminario vescovile baluardo del colle San Giovanni e che si collega con le mura veneziane, fa parte del centro storico di città alta, parte della medioevale vicinia antescolis

## Storia
Il toponimo prende la sua origine da un'antica arena romana posta sulla zona formata non da strutture marmoree ma dalla naturale composizione del territorio e che comprendeva la centralissima via Bartolomeo Colleoni, molto difficile farne un'esatta composizione dalle numerose ricostruzioni di edifici e di pavimentazioni che si sono susseguite nel tempo. Secondo il letterato e storico Donato Calvi sarebbe caduta nel terremoto del 793.
La città era chiusa tra le mura romane con solo due porte di accesso. La struttura urbanistica si sviluppava intorno ai due assi viari principali che hanno mantenuto nel tempo la loro posizione, il decumano che la attraversa da nord a sud su via Gombito, e da ovest a est il cardo da via San Lorenzo e via Lupo, mentre le altre vie seguono l'andamento del territorio così come via Arena ma che con le tracce di una domus romana risalente al I o II secolo, testimonia la sua antica formazione. Un'unica via era composta da questa e quella posta sul colle del Gromo poi via Gaetano Donizetti, strada che subì variazioni con la costruzione di piazza don Reginaldo Giuliani su quella che doveva essere un'antica domus romana del V secolo, poi distrutta, spostando così l'assetto stradale su di un piano leggermente superiore.
Il tratto finale di via Arena che si ricollegava direttamente a Colle Aperto attraverso via ai Bastioni venne chiuso e parzialmente demolito negli anni 1960 poiché inglobato nei lavori di ampliamento del Seminario vescovile Giovanni XXIII. In questi lavori venne demolita anche la medievale torre della Cantarena.
Pur trovandosi nella parte alta della città di Bergamo, non è tra le strade indicate dalle ordinarie guide turistiche se non per un approfondimento della conoscenza della cittadina orobica.

## Monumenti
Via Arena ha la pavimentazione in ciottolato con marciapiedi pedonali in pietra posti su entrambi i lati, preclusa al traffico per i non residenti. Le facciate dei palazzi presentavano affreschi che con il tempo sono andati perduti, alcuni furono recuperati con la tecnica dello strappo, quelli di casa Angelini, riconducibili anche al Bramante, sono conservati all'interno del fabbricato.

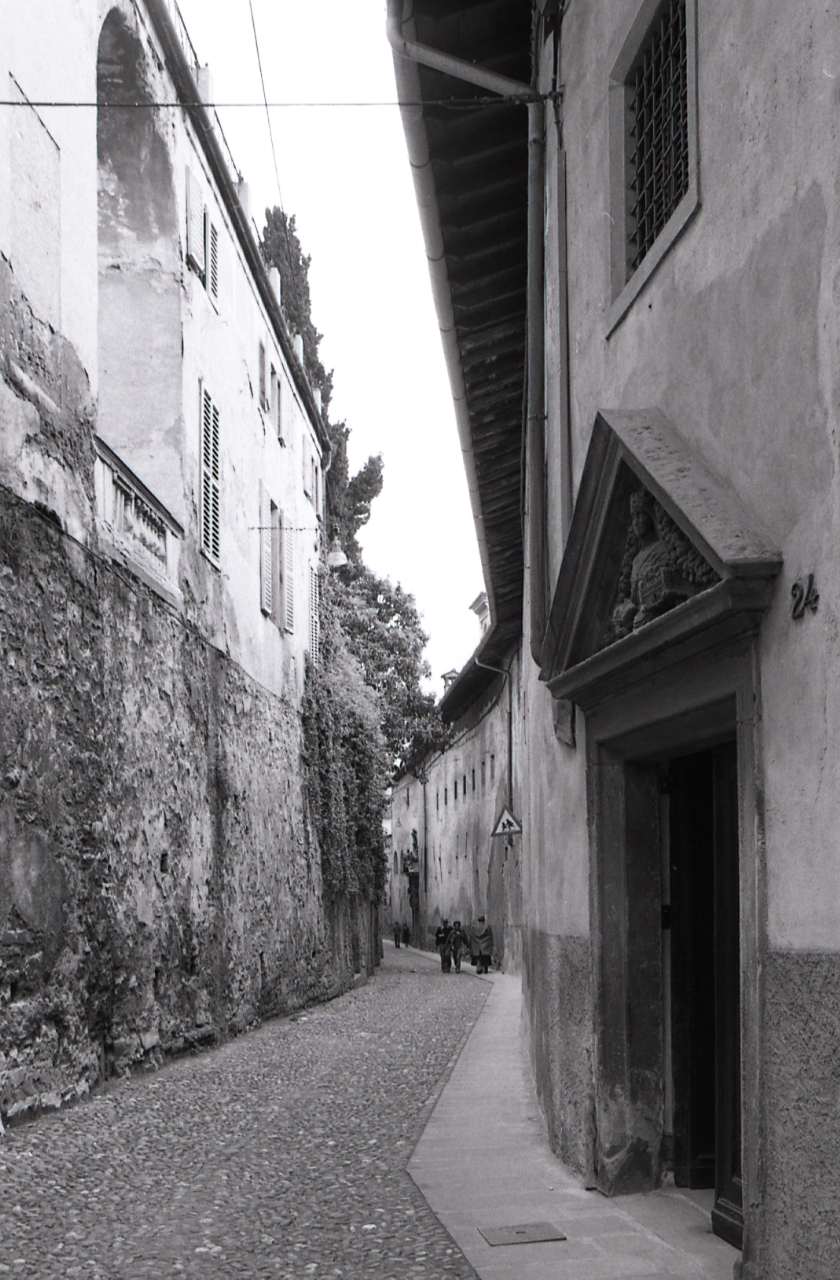
Paolo Monti - via Arena

S'imbocca via Arena lasciando gli ingressi posteriori della grande basilica mariana, con le Porta dei leoni rosi e la porta della fontana all'incrocio con via Simone Mayr. 
Si affacciano alla via numerosi palazzi protagonisti nel corso dei secoli della vita cittadina, proprio per la vicinanza con le due grandi basiliche, con il palazzo vescovile e con i palazzi dell'amministrazione pubblica medioevale. 
I principali edifici sono:
- Fontana di Antescolis, e l'accesso al Tempietto di Santa Croce sono i primi monumenti presenti.
- Casa dei Carcerati posta all'incrocio con via Mayr. L'edificio gestito dal Consorzio per l'assistenza dei carcerati, era stato completamente affrescato nella seconda fine del XVI secolo da Antonio Maria Caneva;
- Casa del Forno documentata fin dal 1213 è d'angolo con l'antica piazza Santa Maria Maggiore, sulla facciata posta sulla piazza vi è un porticato quattrocentesco e un affresco racchiuso in una teca lignea che presenta nella parte inferiore un incavo dove venivano posti i ceri votivi. La casa fu restaurata dagli Angelini nel 1961[8]

Il percorso s'incrocia poi con via san Salvatore che conduce alla chiesa detta dei disperati; seguono:
- palazzo Angelini, civico n. 18 si presenta sul lato sinistro, con la facciata che conserva la struttura muraria medioevale e che nella parte più interrata presenta le parti della domus Lucina, la più antica come documentazione di Bergamo. Il palazzo anticamente della famiglia Rivola fu alienato ai Priacini che lo donarono alla Fondazione MIA. Con il tempo divenne la scuola musicale di Johann Simon Mayr frequentata da Gaetano Donizetti. Un'epigrafe ricorda questo evento;
- Domus Magna, civico n. 9 si presenta il grande portale d'accesso al complesso di edifici che comprendono il Museo donizettiano, la sede della Fondazione MIA con la biblioteca è suddivisa in quattro sezioni, di qui la quarta dedicata al musicista bergamasco Gianandrea Gavazzeni, la Sala Piatti dedicata al violoncellista Carlo Alfredo Piatti;
- Palazzo Morandi, civico 26, sede dell'istituto delle Suore di santa Orsola delle figlie di santa Angela Merici con accesso dal grande portale Cinquecentesco.[9];
- Chiesa di Santa Grata in Columnellis, sul lato di sinistra dedicata alla santa di Bergamo con il monastero delle suore claustrali;
- Seminario vescovile Giovanni XXIII, la via termina con la cancellata di accesso al seminario che si presenta con la facciata dove domina la grande statua del papa originario di Bergamo Giovanni XXIII.